# Klášter Meira
Klášter Meira je španělský cisterciácký klášter v Galicii, v Provincii Lugo. Byl založen roku 1143 jako dceřiný klášter francouzského kláštera Clairvaux, odkud pocházel prvotní mnišský konvent.